# Try Everything
Try Everything é uma canção gravada pela artista musical colombiana Shakira, para o filme da Walt Disney Animation Studios, Zootopia, e escrita por Sia Furler, Tor Hermansen e Mikkel Eriksen.
No filme, é apresentado como uma música gravada por uma cantora chamada Gazelle (voz de Shakira), e ouviu durante os créditos finais. A música aparece no álbum da trilha sonora para a Zootopia, e foi lançada como single durante fevereiro de 2016.

## Antecedentes
Meses antes do lançamento da canção, Shakira publicou em sua conta do Instagram:
No dia 31 de dezembro de 2015 foi divulgado o segundo trailer do filme que continham fragmentos da canção. No dia 8 de janeiro de 2016 a canção foi lançada, disponível no canal oficial de Shakira no Youtube e para "download digital" no iTunes Store e na Play Store; um dia depois a canção já estava disponível para "streaming" online no spotify e deezer.

## Outras línguas
Sendo apenas uma música de fundo, Não é chave para a compreensão do enredo, Try Everything foi deixado sem tradução na maioria dos países em que o filme foi lançado. No entanto, tem algumas adaptações ao redor do mundo.
| Todas as versões oficiais de "Try Everything" | Todas as versões oficiais de "Try Everything" | Todas as versões oficiais de "Try Everything" | Todas as versões oficiais de "Try Everything" |
| Língua                                        | Interprete                                    | Título                                        | Tradução (Em Português)                       |
| --------------------------------------------- | --------------------------------------------- | --------------------------------------------- | --------------------------------------------- |
| Chinês                                        | 九九 (Sophie Chen)                            | "尝试一切" ("Cháng shì yī qiè")               | "Tentar de tudo"                              |
| Inglês                                        | Shakira                                       | Try everything                                | "Tentar de tudo"                              |
| Japonês                                       | Dream Ami                                     | "トライ・エヴリシング" ("Torai evurishingu")  | "Tentar de tudo"                              |
| Coreano                                       | 김경선 (Kim Kyung-Sun)                        | "최선을 다해" ("Choiseon-eul dahae")          | "Faça o seu melhor"                           |
| Polonês                                       | pl                                            | "Nie bój się chcieć"                          | "Não tenha medo de desejar"                   |
| Ucraniano                                     | Злата Огнєвіч (Zlata Ognevich)                | "Не відступлю" ("Ne vidstuplyu")              | "Não vou desistir"                            |

## Recepção
A música estreou e atingiu o número 63 no Billboard Hot 100, bem como o número 26 no gráfico de canções digitais com a ajuda de 33.000 downloads digitais e três milhões de transmissões dos EUA após o lançamento de seu videoclipe oficial. A música foi nomeada para a Melhor Canção Escrita para Mídia Visual no Grammy Awards de 2017.

## Videoclipe
No dia 22 de janeiro de 2016 foi publicado no canal oficial da Disney no YouTube um teaser do videoclipe. Onde se intercalava imagens de Shakira em um estúdio de gravação e cenas do filme, entre as quais pode - se ver Gazelle cantando, assim como no clipe oficial da canção. O clipe oficial foi lançado no dia 3 de março de 2016 na conta da VEVO de Shakira.